# Antonio Páez
Antonio Páez Montero (Arenas del Rey, 5 settembre 1956) è un ex mezzofondista spagnolo.

## Palmarès

### Europei indoor
- 3 medaglie:
  - 2 ori (Vienna 1979 negli 800 m piani; Milano 1982 negli 800 m piani)
  - 1 bronzo (Grenoble 1981 negli 800 m piani)